# Кутуку Юбер Мага
Кутуку Юбе́р Мага (фр. Coutoucou Hubert Maga; 10 серпня 1916, Параку — 8 травня 2000, Котону) — бенінський політик, перший президент Республіки Дагомея, нині Бенін, після набуття країною незалежності від Франції 1 серпня 1960 року.

## Біографія
За фахом Юбер Мага був шкільним учителем. Будучи вихідцем з півночі країни та представником етнічної групи баріба, Мага упродовж кількох років був визнаним політичним лідером півночі, який мав підтримку місцевих етнічних груп, насамперед народу сомба, що населяє північний захід Беніну. 1951 року він організував та очолив Етнічне об'єднання Північної Дагомеї (Groupement Ethnique du Nord-Dahomey), яке відстоювало передусім регіональні інтереси. Перш ніж стати президентом незалежної республіки, Мага займав пост прем'єр-міністра Дагомеї упродовж останнього року французького панування (з 22 травня 1959). Він також був депутатом Французької національної асамблеї, нижньої палати парламенту Франції.
З 1 серпня до 31 грудня 1960 року Юбер Мага офіційно мав титул «глави держави», після 31 грудня — Президентом. У перші ж місяці свого правління Мага виділив значні кошти з державного бюджету на будівництво розкішного президентського палацу. Він також увів до державних структур багатьох вихідців з півночі країни. 1961 року Мага переформував Дагомейське демократичне об'єднання на Дагомейську партію єдності (Parti Dahoméen de l'Unité, PDU). Політична система країни стала по суті однопартійною: членство в PDU було обов'язковим для будь-якого високопосадовця, під час вступу на посаду чиновник мав підписати заяву про автоматичне відрахування партійних внесків зі своєї зарплатні.
У червні 1963 року Мага здійснив офіційний візит до Республіки Гана, де зустрівся з президентом Кваме Нкрумою. Як було зазначено у комюніке, опублікованому 25 червня в Аккрі, два президенти «безумовно засудили звірства португальців в Анголі й домовились про необхідність мобілізації світової громадськості проти репресій португальців за звільнення народу Анголи від імперіалізму й колоніалізму». Далі повідомлялось, що Нкрума і Мага домовились про необхідність спільних дій незалежних африканських держав з метою скасування найближчим часом мандату Південно-Африканської Республіки на територію Південно-Західної Африки.
Одночасно посилювались суперечності серед правлячої еліти Дагомеї. Постійні розбіжності між Магою та іншими провідними дагомейським політиками, такими як Суру Міган Апіті й Жустін Агомадегбе-Тометін, небажання сторін поступитись своїми амбіціями, загострювали політичну нестабільність в країні. 1963 рік ознаменувався численними страйками й народними виступами проти корумпованого та неефективного врядування Маги. Невдоволення охопило практично всю країну. 28 жовтня 1963 року начальник генерального штабу генерал Крістоф Согло здійснив переворот та призначив тимчасовий уряд із собою як головою. Юбер Мага був змушений податись у вигнання (за деякими даними, йому довелось провести якийсь час у в'язниці).
Повернувшись на батьківщину наприкінці 1960-х, Мага знову зайнявся активною громадською та політичною діяльністю, спираючись на населення північних районів країни. На початку травня 1970 року було сформовано тріумвірат Мага — Агомадегбе — Апіті (т. зв. «президентська рада»), кожен із членів якого мав виконувати обов'язки глави держави упродовж двох років, після чого передавати повноваження іншому. Хоча згоди між трьома амбіційними лідерами було, як здавалось, зрештою досягнуто, ворожнеча між етнічними групами, інтереси яких вони представляли, не слабшала. Мага узяв владу у свої руки 7 травня 1970, а рівно за два роки передав її Жустіну Агомадегбе. Це була перша мирна й законна передача влади в Беніні з моменту набуття незалежності, після цілого десятиліття заколотів і переворотів. Здавалось, що схема ротації влади почала працювати, однак 26 жовтня 1972 року майор Матьє Кереку влаштував комуністичний переворот і усунув Агомадегбе від влади. Мага був ув'язнений, звідки вийшов тільки 1981 року. Після цього він так і не повернувся до великої політики.